# Huyện Bhola
Bhola là một huyện thuộc division Barisal, Bangladesh. Huyện này có diện tích 3403 km², dân số năm 2002 là 1676600 người, mật độ dân số là 493 người/km².